# Сцимнодалатии
Сцимнодалатии (Scymnodalatias) — род акул семейства сомниозовых отряда катранообразных, в которое включают 4 вида. Он близок к роду вельветовых акул и вначале их объединяли в один род. После продолжительных дискуссий в 1956 году рода были разделены. Сцимнодалатии отличаются от вельветовых акул отсутствием шипа у основания спинных плавников, а также тем, что первый спинной плавник у них сдвинут относительно назад. Максимальный размер 111 см. Анальный плавник отсутствует. Шипы у основания обоих спинных плавников отсутствуют. Верхние зубы маленькие и узкие, нижние подобны лезвиям и сцеплены между собой. У края верхней лопасти хвостового плавника имеется выемка. Ноздри обрамлены короткими лоскутами кожи. Второй спинной плавник такого же размера или чуть меньше первого. Хвостовой плавник асимметричный, нижняя лопасть короткая, но хорошо развитая. Прекаудальные выемки или латеральные кили на хвостовом стебле отсутствуют. Окраска ровного тёмно-коричневого цвета.
Название рода происходят от слов др.-греч. Σκύμνος — «детёныш» и др.-греч. δαλός — «факел».

## Классификация
- Scymnodalatias albicauda Taniuchi et Garrick, 1986 — Белохвостая сцимнодалатия
- Scymnodalatias garricki Kukuyev et Konovalenko, 1988
- Scymnodalatias oligodon Kukuyev et Konovalenko, 1988
- Scymnodalatias sherwoodi Archey, 1921 — Колючая акула Шервуда, или сцимнодалатия Шервуда